# Němčičky (okres Brno-venkov)
Němčičky (německy Klein Niemtschitz) jsou obec v okrese Brno-venkov v Jihomoravském kraji. Rozkládají se v Dyjsko-svrateckém úvalu, na okraji přírodního parku Niva Jihlavy. Žije zde 332 obyvatel. Obec Němčičky je členskou obcí Mikroregionu Ivančicko.
Jedná se o vinařskou obec ve Znojemské vinařské podoblasti (viniční tratě Štamberky, Hüble).

## Název
Původně se ves jmenovala Němčice, od 17. století se v němčině přidával přívlastek Klein, v češtině od poloviny 19. století odpovídající Malé, ke konci 19. století se pak české jméno změnilo na jednoslovnou zrobnělinu. Přívlastek sloužil k odlišení od blízkých Velkých Němčic. Místní jméno bylo odvozeno od osobního jména Němek nebo Němec, které mohlo a nemuselo označovat toho, kdo mluvil německy. Význam místního jména byl "Němkovi/Němcovi lidé".

## Historie
První písemná zpráva o obci pochází z roku 1354.
Roku 1904 byla vysvěcena zdejší kaple Narození Panny Marie.

## Obyvatelstvo
| Rok            | 1869 | 1880 | 1890 | 1900 | 1910 | 1921 | 1930 | 1950 | 1961 | 1970 | 1980 | 1991 | 2001 | 2011 | 2021 |
| -------------- | ---- | ---- | ---- | ---- | ---- | ---- | ---- | ---- | ---- | ---- | ---- | ---- | ---- | ---- | ---- |
| Počet obyvatel | 306  | 318  | 341  | 312  | 315  | 321  | 333  | 259  | 258  | 238  | 251  | 251  | 276  | 324  | 314  |
| Počet domů     | 57   | 59   | 63   | 67   | 71   | 69   | 73   | 69   | 57   | 57   | 59   | 69   | 76   | 81   | 95   |

Vývoj počtu obyvatel

## Pamětihodnosti
- Kaple Narození Panny Marie z roku 1904

## Galerie

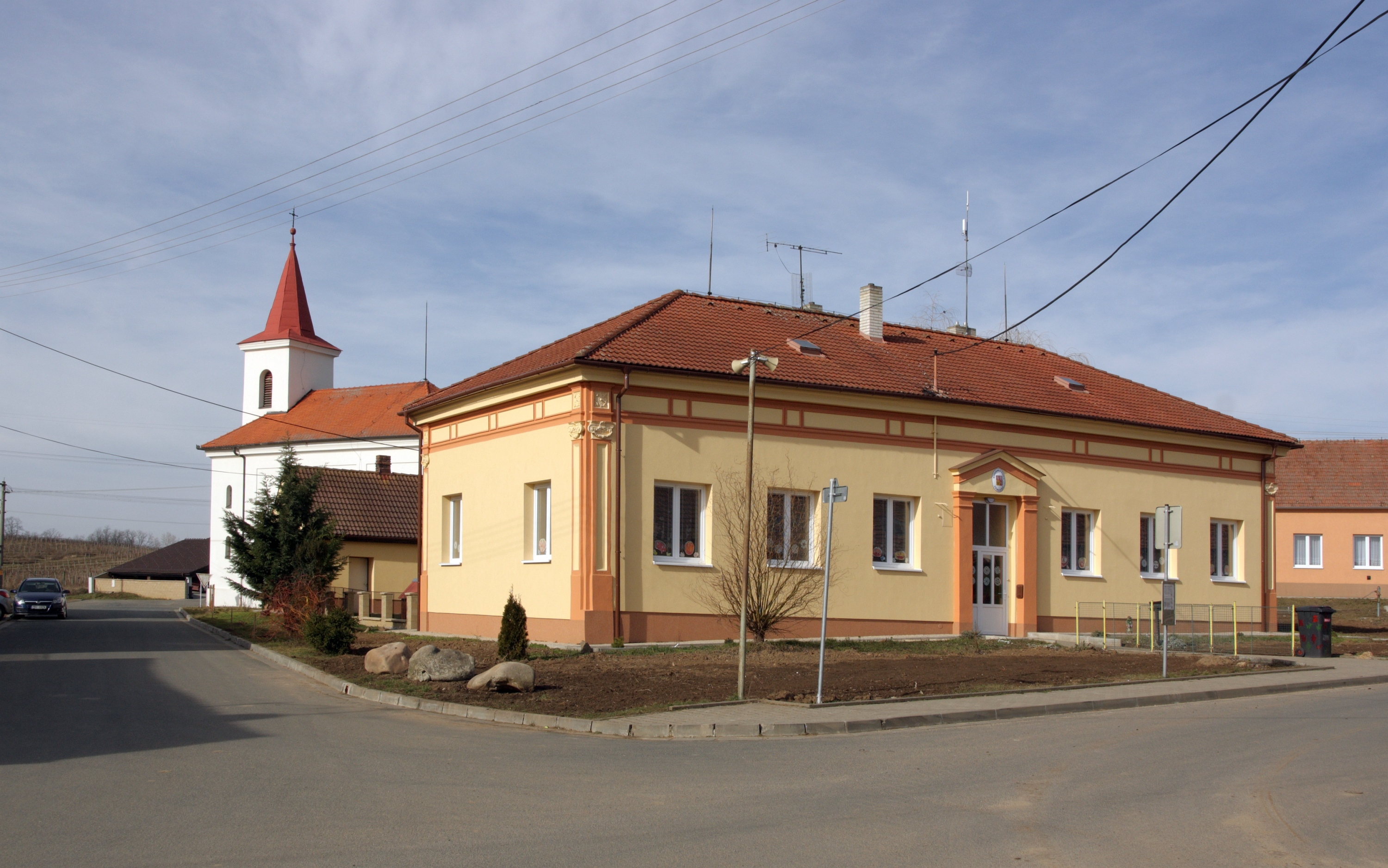
Mateřská škola
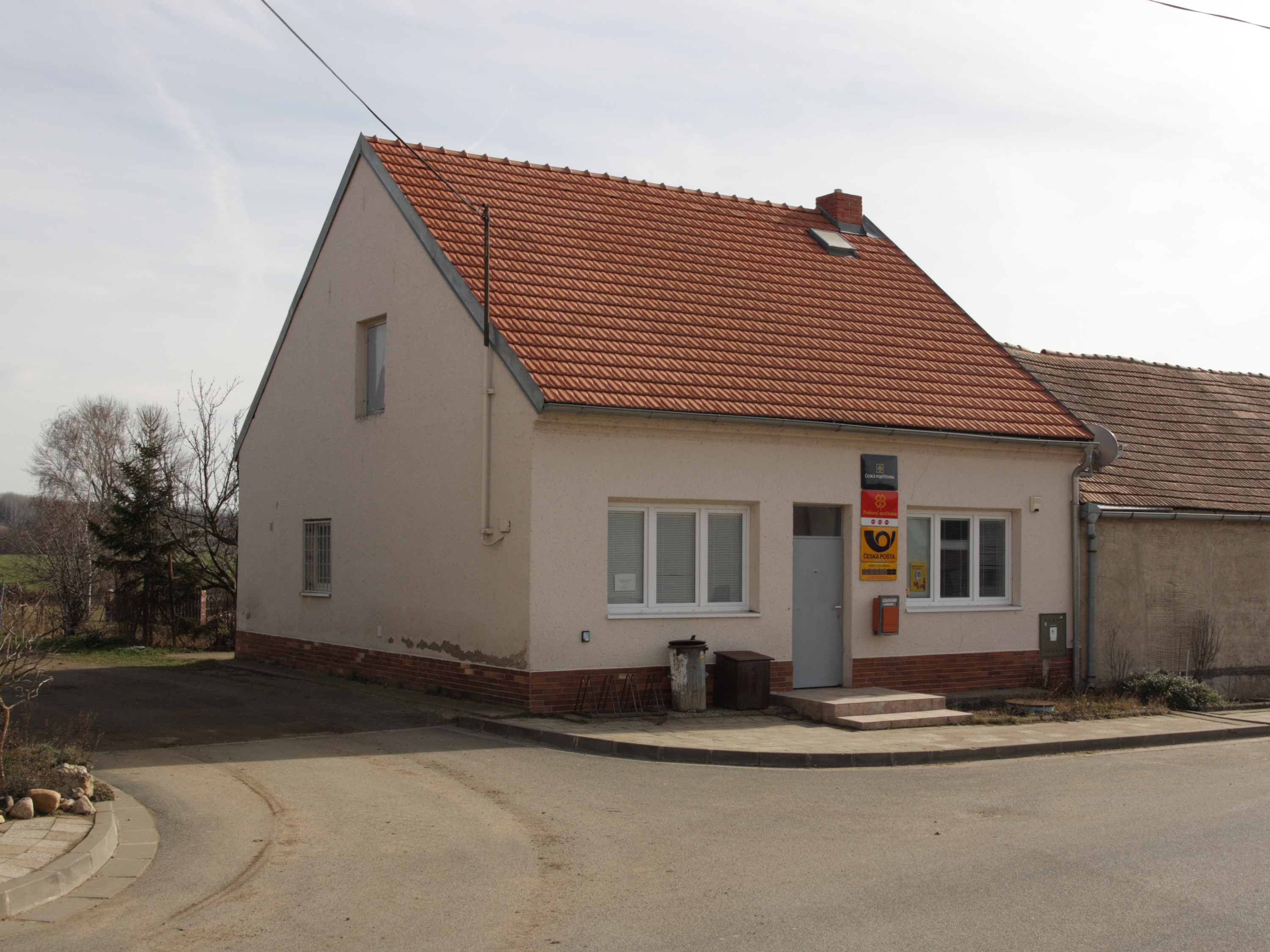
Pošta
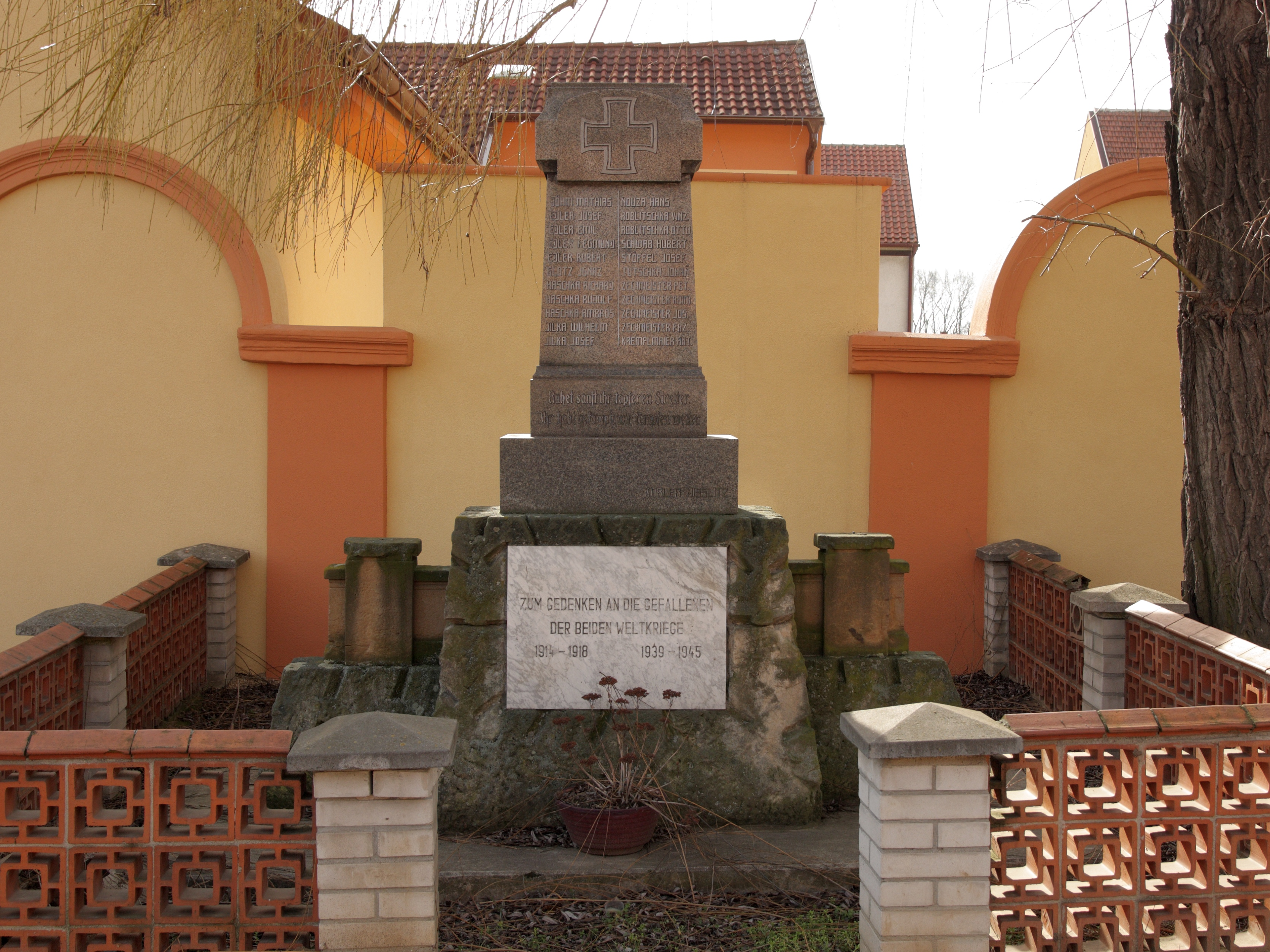
Pomník padlým ve světových válkách